# F.R. Leavis

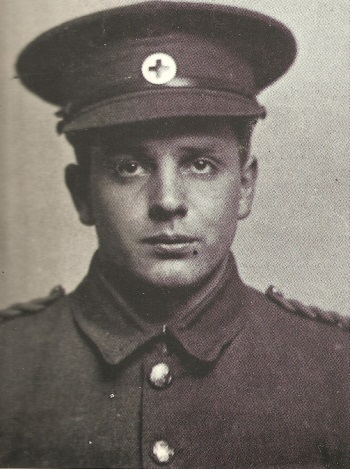
F.R. Leavis.

Frank Raymond "F.R." Leavis, född 14 juli 1895 i Cambridge, Cambridgeshire, död 14 april 1978, var en brittisk litteraturvetare och kritiker verksam vid Downing College, Cambridge. 

## Biografi
Leavis är författare till bland annat Mass Civilization and Minority Culture (1930) och The Great Tradition (1948).
Bland annat genom tidskriften Scrutiny (1932–1953) fick han ett stort inflytande på anglosaxisk efterkrigslyrik.